# La Unión (Montes de Oro)
La Unión es el segundo distrito del cantón de Montes de Oro, en la provincia de Puntarenas, de Costa Rica.

## Ubicación
Se ubica al norte de Montes de Oro y sus límites son, al noroeste con el cantón de Puntarenas, siendo el límite el río Aranjuez, al sur con Miramar, al este con el cantón de San Ramón.

## Geografía
La Unión cuenta con un área de 78,93 km² y una altitud media de 620 m s. n. m.

### Cerros
La Unión es el distrito con mayor elevación de Montes de Oro. Al noreste del distrito se encuentran estribaciones de la Sierra de Tilarán, que se elevan por encima de los 1000 m s. n. m.

### Hidrografía
Lo atraviesan los ríos La Mina y Aranjuez, que fluyen hacia el Océano Pacífico.

## Demografía
Para el año 2022, La Unión cuenta con una población estimada de 1491 habitantes, y para el último censo efectuado, en 2011, La Unión contaba con una población de 1249 habitantes.

## Localidades
- Poblados: Tajo Alto, Laguna, Palmital, Ventanas, Cedral, Velásquez, San Buenaventura,Bajo Caliente (parte), Micas, Zagala Nueva.

## Transporte

### Carreteras
Al distrito lo atraviesan las siguientes rutas nacionales de carretera:
- Ruta nacional 615